# Луначарский, Анатолий Васильевич
Анато́лий Васи́льевич Лунача́рский (11 [23] ноября 1875, Полтава — 26 декабря 1933, Ментона) — русский революционер и советский государственный деятель, писатель, переводчик, публицист, критик, искусствовед.
С октября 1917 года по сентябрь 1929 года — первый нарком просвещения РСФСР, активный участник революции 1905—1907 годов и Октябрьской революции. Академик АН СССР (1 февраля 1930 года).

## Биография
Анатолий Луначарский родился в 1875 году в Полтаве, от внебрачных отношений действительного статского советника Александра Ивановича Антонова (1829—1885) и Александры Яковлевны Ростовцевой (1842—1914), дочери Я. П. Ростовцева. Отчество, фамилия и дворянское звание получены Луначарским от усыновившего его отчима Василия Фёдоровича Луначарского, фамилия которого, в свою очередь, — результат перестановки слогов в фамилии «Чарнолуский» (происходит от дворянского рода Чарнолусские).
Отчим Луначарского был внебрачным сыном полтавского помещика польского происхождения Фёдора Чарнолусского и крепостной крестьянки. В 1848 году В. Ф. «Луночарский» окончил в Нежине Юридический лицей князя Безбородко со степенью кандидата; в 1880-х годах в чине действительного статского советника служил членом Полтавского окружного суда и дослужился до дворянства на государственной службе. Сложные семейные отношения матери и отчима, неудачные попытки развода драматически отразились на маленьком Анатолии: из-за жизни на две семьи и ссор матери и отчима ему даже пришлось остаться на второй год в гимназии.
С марксизмом познакомился ещё во время обучения в Первой мужской гимназии в Киеве; одним из гимназических товарищей Луначарского был Н. А. Бердяев, с которым впоследствии Луначарский полемизировал. В 1892 году как представитель гимназии был включён в состав нелегального общеученического марксистского центра, представителем от Киевского реального училища в котором был В. А. Всеволожский. Вёл пропаганду среди рабочих как агитатор социал-демократической организации под руководством Д. Неточаева. В 1895 году, окончив гимназию, отправился в Швейцарию, где поступил в Цюрихский университет.

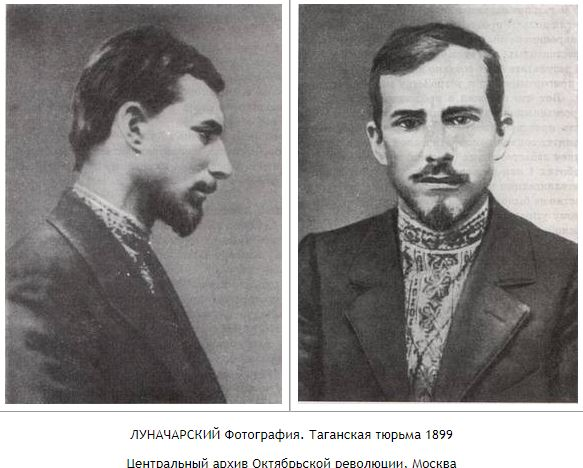
А. В. Луначарский. 1899 г. Фото сделано в Таганской тюрьме.

В университете слушал курс философии и естествознания под руководством Рихарда Авенариуса; изучал труды Карла Маркса и Фридриха Энгельса, а также работы французских философов-материалистов; большое влияние на Луначарского оказали и позитивистские (идеалистические по оценке Ленина) воззрения Авенариуса, вступавшие в противоречие с марксистскими идеями. Итогом изучения эмпириокритицизма стало двухтомное исследование «Религия и социализм», одной из основных идей которого является связь философии материализма с «религиозными мечтаниями» прошлого. К швейцарскому периоду жизни Луначарского относится и сближение с плехановской социалистической группой «Освобождение труда».
В 1896—1898 годах молодой Луначарский путешествовал по Франции и Италии, а в 1898 году приехал в Москву, где стал заниматься революционной работой. Через год он был арестован и выслан в Полтаву. В 1900 году арестован в Киеве, месяц находился в Лукьяновской тюрьме, отправлен в ссылку — сначала в Калугу, а затем в Вологду (где по его предложению для помощи ссыльным был организован «Союз свободных каменщиков») и Тотьму. В 1903 году, после раскола партии, Луначарский стал большевиком (партстаж в РСДРП с 1895). В 1904 году, по окончании ссылки, Луначарский переехал в Киев, а затем в Женеву, где стал членом редакций большевистских газет «Пролетарий», «Вперёд». Вскоре Луначарский становится одним из лидеров большевиков. Сблизился с А. А. Богдановым и В. И. Лениным; под руководством последнего участвовал в борьбе с меньшевиками — Мартовым, Даном и др. Участвовал в работе III съезда РСДРП, где выступил с докладом о вооружённом восстании, и IV съезда РСДРП (1906). В октябре 1905 года отправился для агитации в Россию. Начал работать в газете «Новая жизнь»; был вскоре арестован и предан суду за революционную агитацию, но бежал за границу. В 1906—1908 годах вёл художественный отдел журнала «Образование».
К концу 1900-х годов усилились философские разногласия между Луначарским и Лениным, вскоре переросшие в политическую борьбу. В 1909 году Луначарский принял активное участие в организации крайне левой группы «Вперёд» (по названию журнала «Вперёд», издававшегося этой группой), в которую входили «ультиматисты» и «отзовисты», считавшие, что социал-демократам не место в столыпинской Думе, и требовавших отзыва социал-демократической фракции. Поскольку фракция большевиков исключила эту группу из своих рядов, в дальнейшем, вплоть до 1917 года, Луначарский пребывал вне фракций. «Луначарский вернётся в партию, — говорил Ленин Горькому, — он менее индивидуалист, чем те двое (Богданов и Базаров). На редкость богато одарённая натура». Сам Луначарский отмечал о своих отношениях с Лениным (относится к 1910 году): «Мы лично не порвали отношений и не обостряли их».
Вместе с другими «вперёдовцами» участвовал в создании партийных школ для русских рабочих на Капри и в Болонье; для чтения лекций в этой школе приглашались представители всех фракций РСДРП. В этот период он находился под влиянием философов-эмпириокритицистов; был подвергнут Лениным жёсткой критике (в работе «Материализм и эмпириокритицизм», 1908). Развивал идеи богостроительства.
В 1907 году Луначарский участвовал в Штутгартском конгрессе Интернационала, затем — в Копенгагенском. Работал обозревателем западноевропейской литературы во многих российских газетах и журналах, высказывался против шовинизма в искусстве.
С самого начала Первой мировой войны Луначарский занял интернационалистическую позицию, которая окрепла под влиянием Ленина; был одним из основателей пацифистской газеты «Наше слово», о которой И. Дойчер писал: «„Наше слово“ собрало замечательный круг авторов, почти каждый из которых вписал своё имя в анналы революции».
В конце 1915 года переехал со своей семьёй из Парижа в Швейцарию.

### В 1917 году

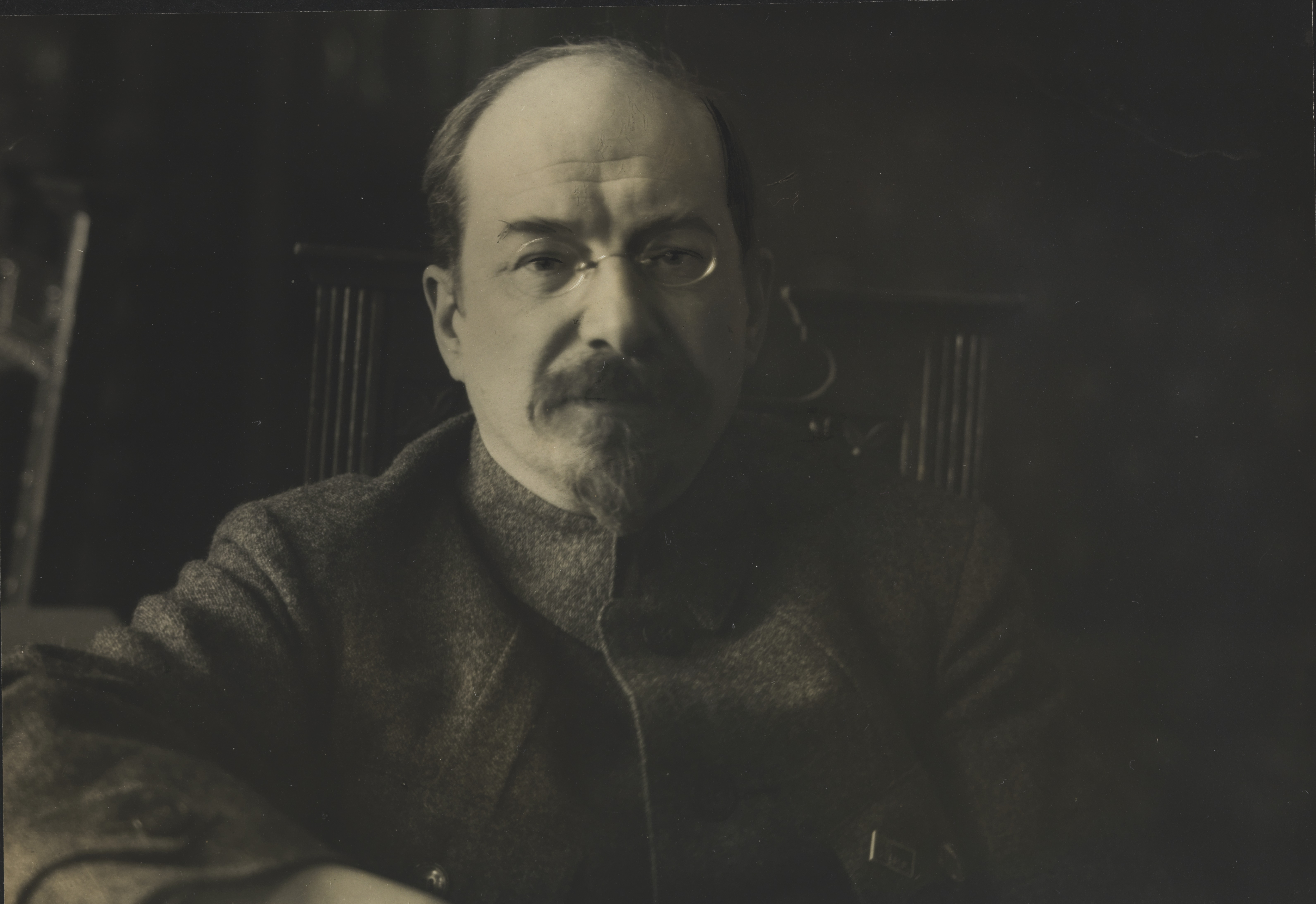
А. В. Луначарский в своём рабочем кабинете.

Известие о Февральской революции 1917 года ошеломило Луначарского. 9 мая, оставив семью в Швейцарии, он прибыл в Петроград и вошёл в организацию «межрайонцев», избравшую его делегатом Первого Всероссийского съезда Советов рабочих и солдатских депутатов (3 — июня 1917 года). Выступал с обоснованием идеи роспуска Государственной Думы и Государственного совета, передачи власти «трудовым классам народа». 11 июня отстаивал интернационалистские позиции при обсуждении военного вопроса. В июле вошёл в редакцию созданной Максимом Горьким газеты «Новая жизнь», с которой сотрудничал с момента своего возвращения. Вскоре после Июльских дней был обвинён Временным правительством в государственной измене и арестован. С 23 июля по 8 августа находился в тюрьме «Кресты»; в это время заочно был избран одним из почётных председателей VI съезда РСДРП(б), на котором межрайонцы объединились с большевиками.

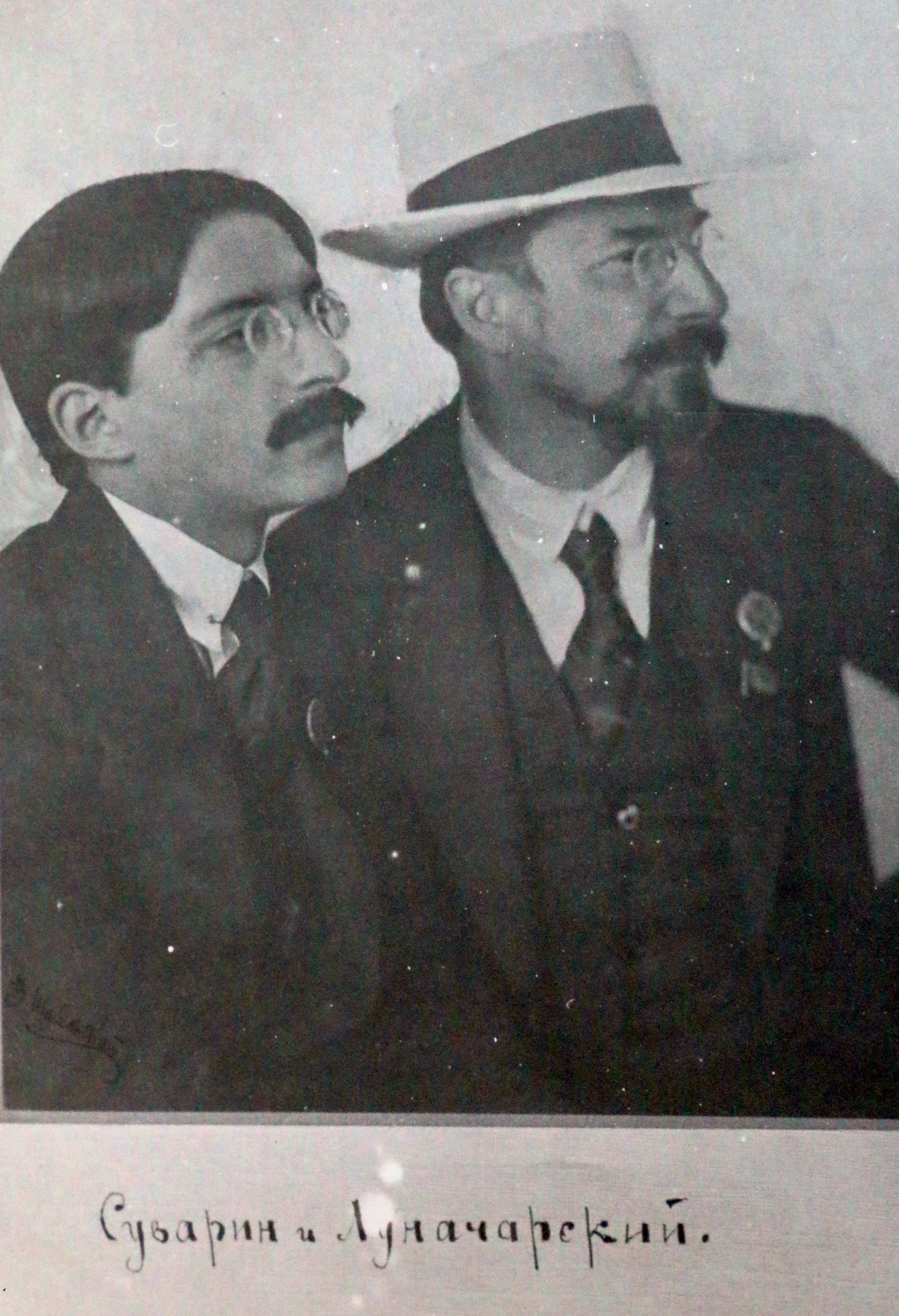
А. В. Луначарский с французским писателем и политическим деятелем Борисом Сувариным.

8 августа на Петроградской конференции фабзавкомов выступил с речью против арестов большевиков. 20 августа стал руководителем фракции
большевиков в Петроградской городской думе. Во время Корниловского выступления настаивал на передаче власти Советам. С августа 1917 года Луначарский работал в газете «Пролетарий» (выходившей вместо закрытой правительством «Правды») и в журнале «Просвещение»; вёл активную культурно-просветительскую деятельность среди пролетариата; стоял за созыв конференции пролетарских просветительских обществ.

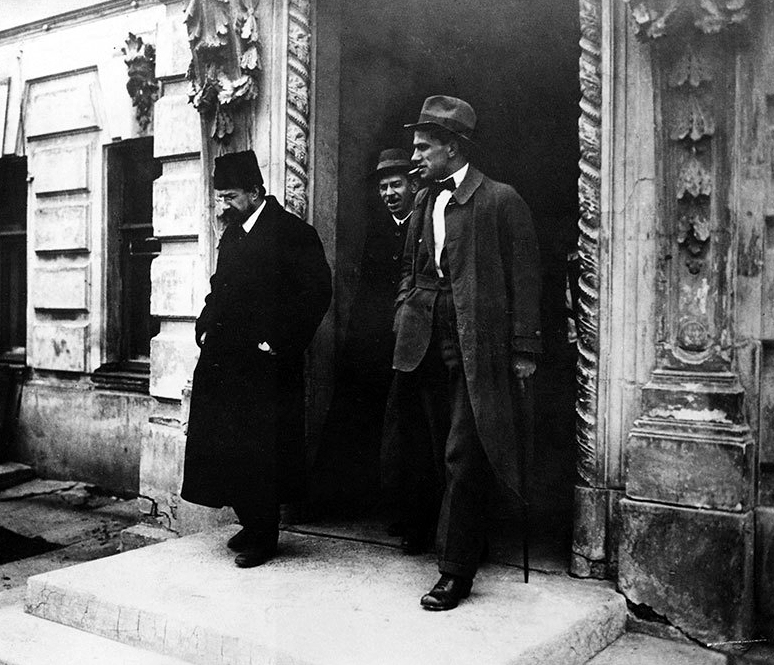
А. В. Луначарский, В. В. Маяковский и председатель Госкомитета Д. И. Лещенко после заседания кинокомитета. 1920 год.

В начале осени 1917 года избран председателем культурно-просветительской секции и заместителем петроградского городского головы; стал членом Временного Совета Российской Республики. 25 октября на экстренном заседании Петроградского Совета РСД поддержал линию большевиков; выступил с горячей речью, направленной против покинувших заседание правых меньшевиков и эсеров.
После Октябрьской социалистической революции вошёл в сформированное II Всероссийским съездом Советов рабочих и солдатских депутатов правительство в качестве наркома просвещения. В ответ на бомбардировку большевиками исторических памятников Москвы во время вооружённого восстания во второй столице России покинул пост наркома просвещения 2 ноября 1917 года, сопроводив свою отставку официальным заявлением в Совет народных комиссаров:

Я только что услышал от очевидцев то, что произошло в Москве. Собор Василия Блаженного, Успенский Собор разрушаются. Кремль, где собраны сейчас все важнейшие сокровища Петрограда и Москвы, бомбардируется. Жертв тысячи. Борьба ожесточается до звериной злобы. Что ещё будет. Куда идти дальше. Вынести этого я не могу. Моя мера переполнена. Остановить этот ужас я бессилен. Работать под гнётом этих мыслей, сводящих с ума, нельзя. Я сознаю всю тяжесть этого решения. Но я не могу больше.
На следующий день народные комиссары признали отставку «неуместной», и Луначарский отозвал её. Был сторонником «однородного социалистического правительства», но, в отличие от В. Ногина, А. Рыкова и других, из Совнаркома на этой почве не выходил. Оставался наркомом просвещения вплоть до 1929 года.

### После Октябрьской социалистической революции

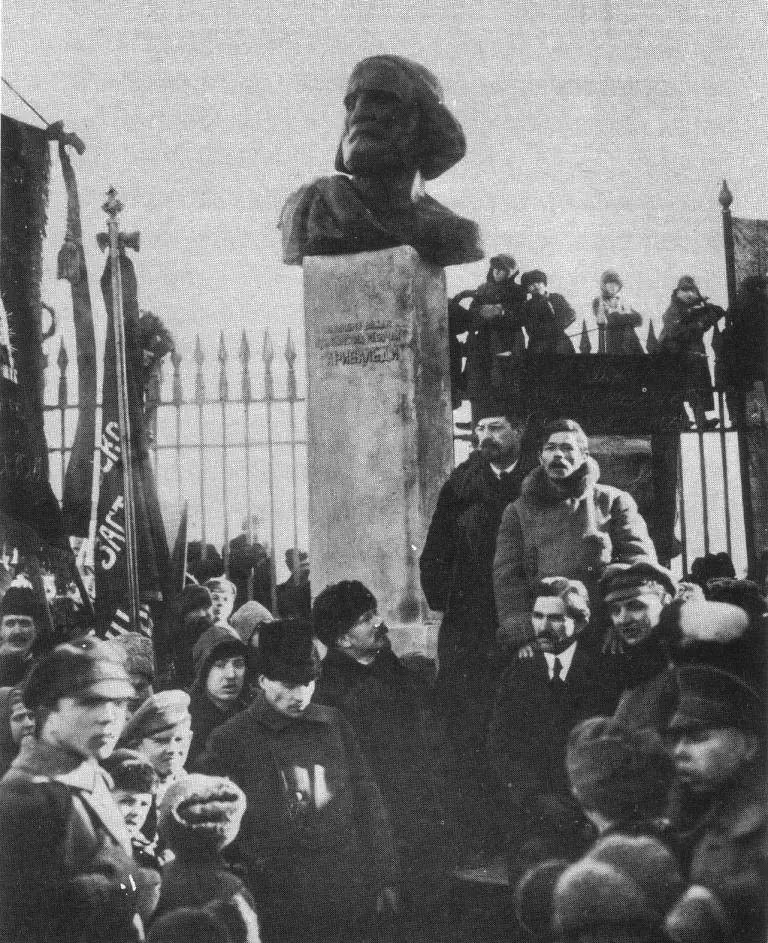
А. В. Луначарский и скульптор Карл Зале на открытии памятника Гарибальди в Петрограде, 1919 год

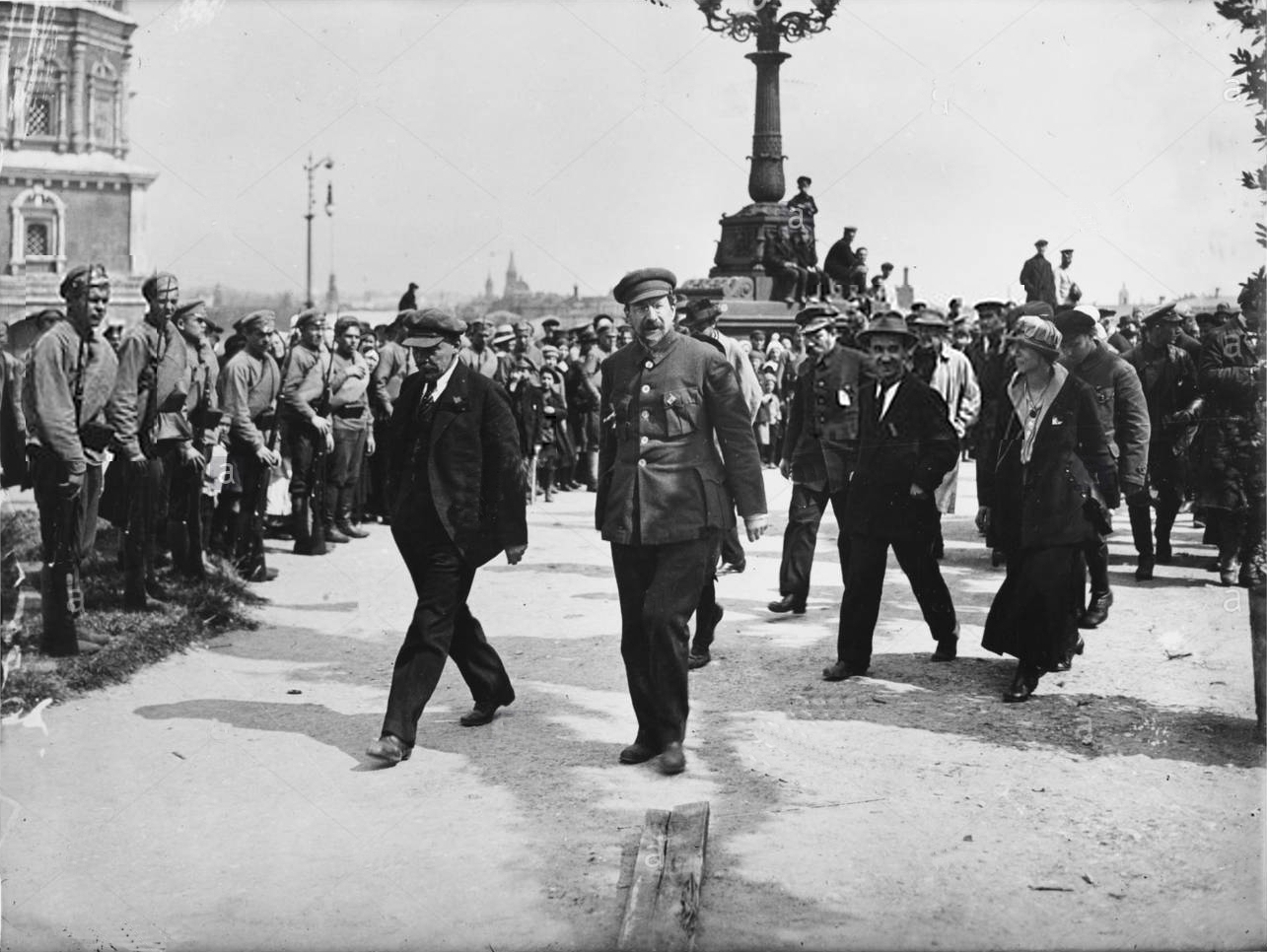
С В. И. Лениным на открытии памятника «Освобождённому труду», Москва, Пречистенская набережная, 1 мая 1920 года. Фото А. Савельева

По свидетельству Л. Д. Троцкого, Луначарский в качестве наркома просвещения сыграл важную роль в привлечении старой интеллигенции на сторону большевиков.
В 1918—1922 годах Луначарский в качестве представителя Реввоенсовета работал в прифронтовых областях. В 1919—1921 годах — член Центральной ревизионной комиссии РКП(б). Был одним из государственных обвинителей на процессе эсеров в 1922 году. В первые послереволюционные месяцы Луначарский активно отстаивал сохранение исторического и культурного наследия.
Луначарский был сторонником перевода русского языка на латиницу и считал такой переход неизбежным. В 1929 году Народный Комиссариат просвещения РСФСР образовал комиссию по разработке вопроса о латинизации русского алфавита.
Латинизацию решили начать с языков национальных меньшинств.
Письмо Сталина Луначарскому
Уважаемый тов. Луначарский! В делах искусства, сами знаете, я не силён, и сказать что-либо решающее в этой области не смею. Я думаю и продолжаю думать, что Россия ничего не потеряла бы, если бы было присвоено звание «заслуженных» в числе многих других ещё трём безусловно способным работникам искусства Голованову, Обуховой и Держинской. Но так как профсоюз возражает, то было бы неуместно настаивать на «присвоении». С коммунистическим приветом. И. Сталин.
Не участвуя во внутрипартийной борьбе, Луначарский в конце концов присоединился к победителям, но, по словам Троцкого, «до конца оставался в их рядах инородной фигурой». Осенью 1929 года был смещён с поста наркома просвещения и назначен председателем Учёного комитета при ЦИК СССР. Академик АН СССР (1930).
В начале 1930-х годов Луначарский — директор Института литературы и языка Комакадемии, директор ИРЛИ АН СССР, один из редакторов Литературной энциклопедии. Луначарский был лично знаком с такими известными зарубежными писателями, как Ромен Роллан, Анри Барбюс, Бернард Шоу, Бертольт Брехт, Карл Шпиттелер, Герберт Уэллс и другими.
В сентябре 1933 года он был назначен полпредом СССР в Испанию, куда не смог прибыть по состоянию здоровья. Был заместителем главы советской делегации во время конференции по разоружению при Лиге Наций. Скончался в декабре 1933 года по пути в Испанию от стенокардии на французском курорте Ментона. Тело кремировано, урна с прахом 2 января 1934 года установлена в Кремлёвской стене на Красной площади (Москва).

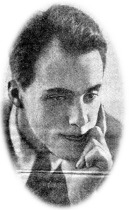
Анатолий Анатольевич Луначарский (1911, Париж — 12 сентября 1943, Новороссийск)

### Семья

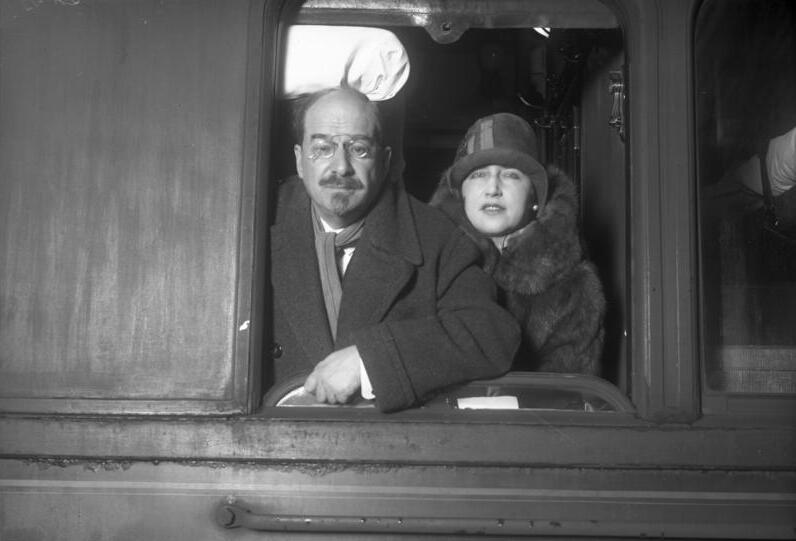
А. В. Луначарский со своей супругой Натальей Александровной Розенель-Луначарской.

- Первая жена (1902—1922) — Анна Александровна Малиновская (1883—1959) — писательница, сестра философа и политика А. А. Богданова-Малиновского.
  - Сын — Анатолий Анатольевич (1911—1943) — писатель, журналист, добровольцем ушёл на фронт, политработник морской пехоты Черноморского флота, погиб при высадке десанта в Новороссийске[18]. Внучка (дочь Анатолия Анатольевича) — Луначарская Анна Анатольевна (род. 1941). Правнук — Евгеньев Борис Сергеевич (род. 1969).

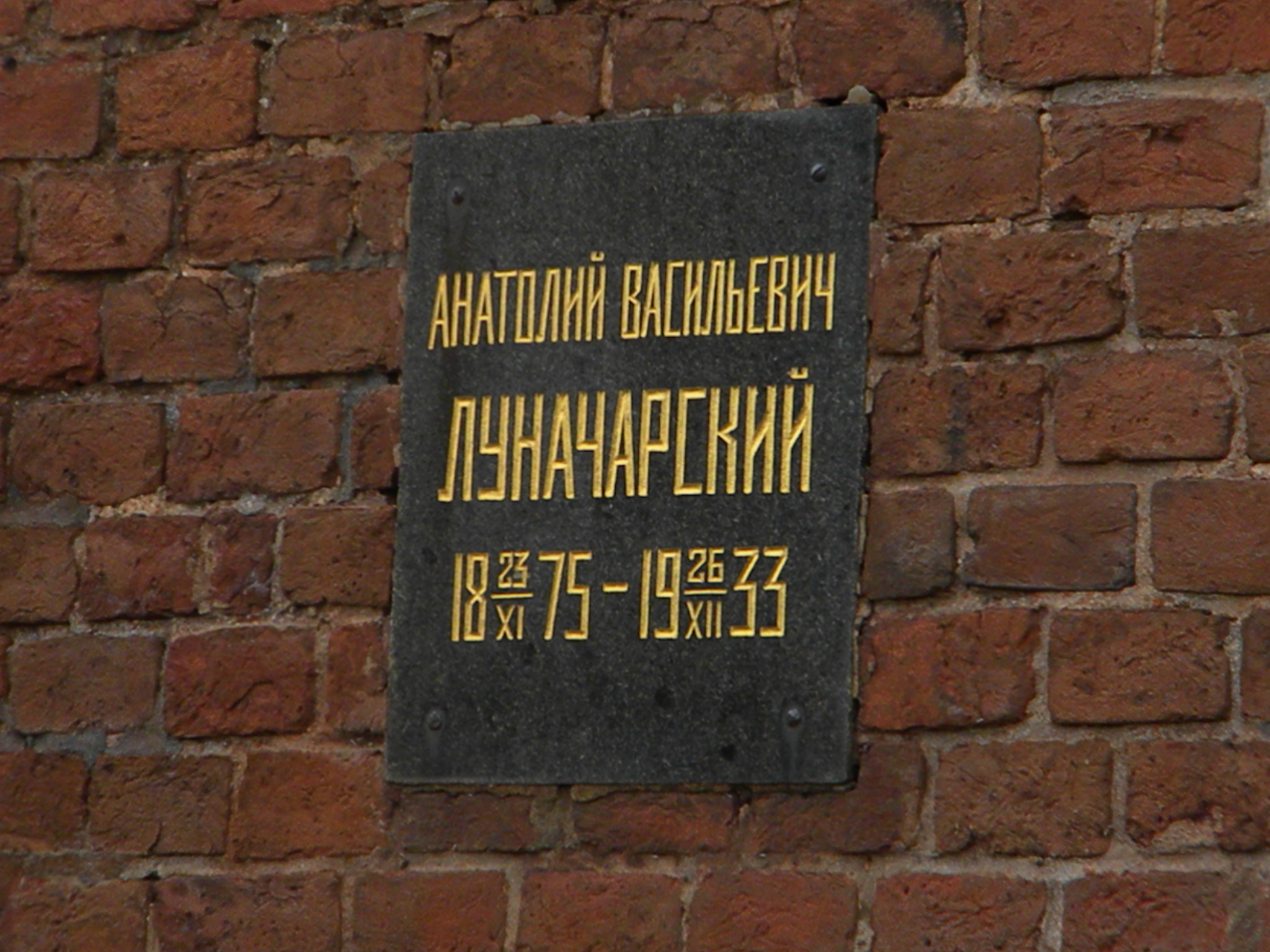
Надгробная плита в Кремлёвской стене

- Вторая жена (1922—1933) — Наталья Александровна Розенель (урожд. Сац; 1902[19]—1962) — актриса[20], переводчица, автор книги мемуаров «Память Сердца».
  - Приёмная дочь (А.В.Луначарский удочерил её в трёхлетнем возрасте) — Ирина Анатольевна Луначарская (1918—1991) — военный инженер-химик, журналист. Её муж — Стерлин Рафаил Наумович (1918—1992), полковник, доктор химических наук. Их сыновья: Стерлин Сергей Рафаилович (1944—2020), доктор химических наук, и Стерлин Андрей Рафаилович (род. в 1954).

Братья
- Михаил Васильевич Луначарский (1862—1929) — кадет, коллекционер книг по искусству.
- Платон Васильевич Луначарский (1867—1904) — врач, доктор медицины, участник революционного движения 1904—1905 годов[21], основатель тульской ячейки РСДРП.
- Яков Васильевич Луначарский (1869—1929) — адвокат.
- Николай Васильевич Луначарский (1879—1919) — до октября 1917 года был уполномоченным от Союза городов по Киевскому району, в дальнейшем занимался общественной деятельностью. Умер от тифа в Туапсе.

## Творчество

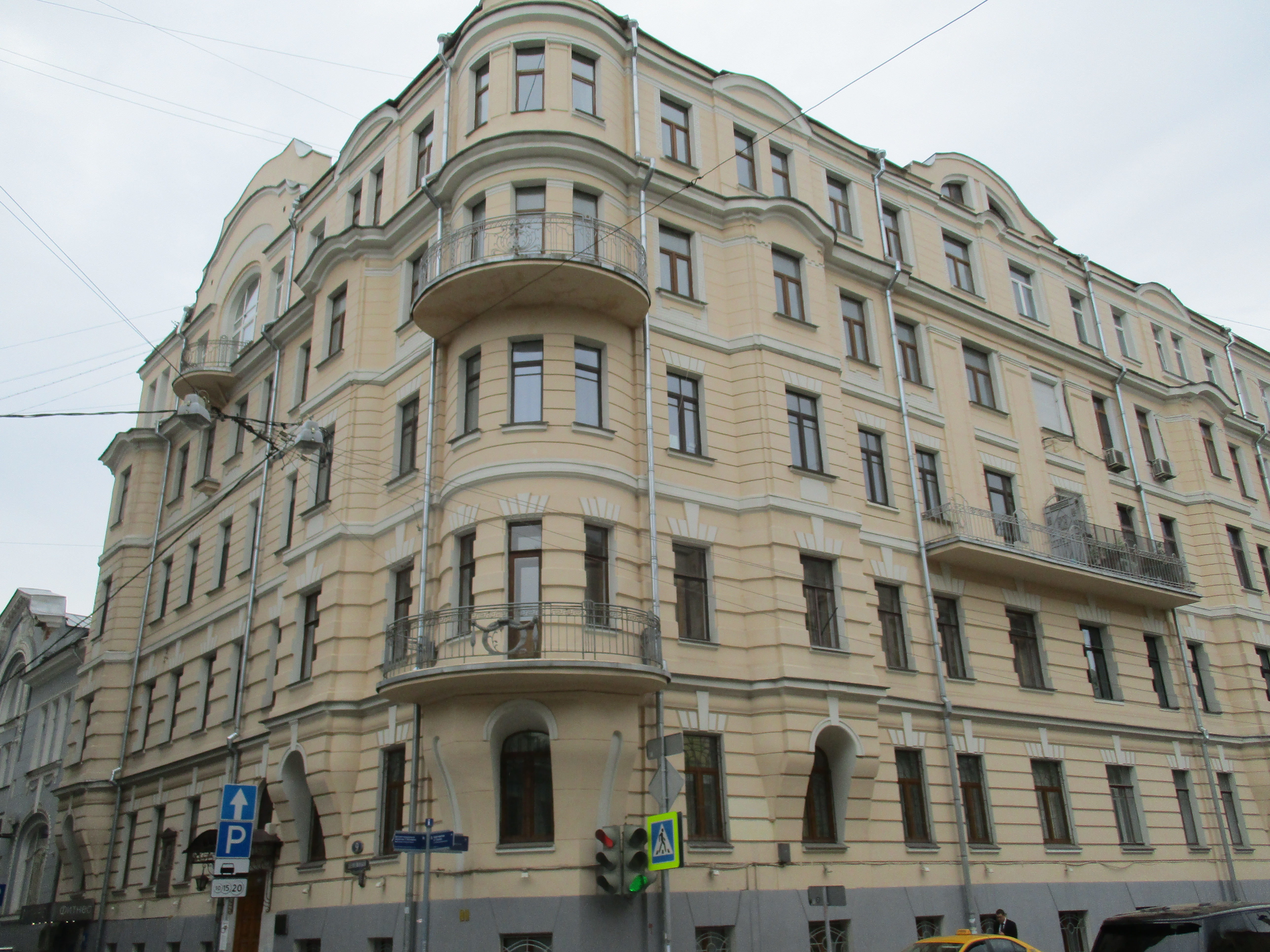
Дом 9/5 по Денежному переулку, в котором жил Луначарский

Луначарский внёс большой вклад в становление и развитие социалистической культуры — в частности, советской системы образования, издательского дела, театрального искусства и кино. По мнению Луначарского, культурное наследие прошлого принадлежит пролетариату и только ему.
Луначарский выступал как теоретик искусства. Первым его произведением по теории искусства явилась статья «Основы позитивной эстетики». В ней Луначарский даёт понятие идеала жизни — свободного, гармоничного, открытого для творчества и приятного для человека существования. Идеал личности — эстетический; он также связан с красотой и гармонией. В этой статье Луначарский даёт определение эстетики как науки. Несомненно сильное влияние на эстетические взгляды Луначарского произвели работы немецкого философа Фейербаха и — в особенности — Н. Г. Чернышевского.
Луначарский пытается построить свою теорию на базе идеалистического гуманизма, антидиалектичности. Явления общественной жизни у Луначарского являются биологическими факторами (этот философский взгляд сформировался на основе эмпириокритицизма Авенариуса). Впрочем, спустя годы он отрёкся от многих своих взглядов, изложенных в первой статье. Большому пересмотру подверглись взгляды Луначарского в отношении роли материализма в теории познания.
В качестве историка литературы Луначарский пересматривал литературное наследие с целью культурного просвещения пролетариата, оценивал работы крупнейших русских писателей, их значение в борьбе рабочего класса (сборник статей «Литературные силуэты», 1923).
Луначарский написал статьи о многих писателях Западной Европы; творчество последних рассматривалось им с точки зрения борьбы классов и художественных течений. Статьи вошли в книгу «История западноевропейской литературы в её важнейших моментах» (1924). Почти все статьи Луначарского эмоциональны; далеко не всегда в исследовании предмета Луначарский избирал научный подход.

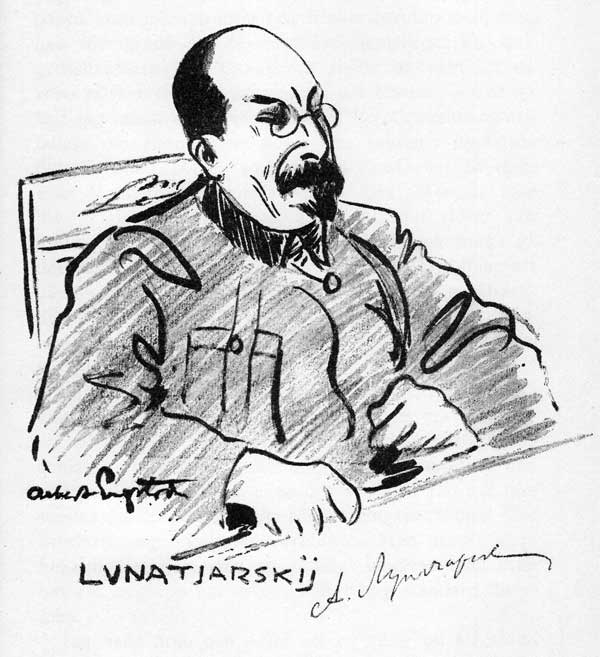
Шарж на Анатолия Луначарского, Альберт Энгстрём, 1923 год.

Луначарский — один из основоположников пролетарской литературы. В своих взглядах на пролетарскую литературу писатель опирался на статью Ленина «Партийная организация и партийная литература» (1905). Принципы пролетарской литературы выдвигаются в статьях «Задачи социал-демократического художественного творчества» (1907), «Письма о пролетарской литературе» (1914). По Луначарскому, пролетарская литература, прежде всего, носит классовый характер, и главное её назначение — выработка классового мировоззрения; писатель изъявлял надежду на появление «крупных дарований» в пролетарской среде. Луначарский участвовал в организации кружков пролетарских писателей за пределами Советской России, принимал активное участие в работе Пролеткульта.
Из художественных произведений больше всего написано Луначарским драм; первая из них — «Королевский брадобрей» — написана в январе 1906 году в тюрьме и опубликована в том же году.
В 1907 году созданы «Пять фарсов для любителей» (издательство «Шиповник», СПб,1907), в 1912 году — книга комедий и рассказов «Идеи в масках». Пьесы Луначарского очень философичны и основаны бо́льшей частью на эмпириокритических взглядах.
Из постоктябрьских драм Луначарского наиболее значительны драмы «Фауст и город» (1918), «Оливер Кромвель» (1920; Кромвель в пьесе представлен как исторически прогрессивная личность; при этом Луначарский отвергает требование диалектического материализма отстаивать точку зрения определённой социальной группы), «Фома Кампанелла» (1922), «Освобождённый Дон-Кихот» (1923), в которых известные исторические и литературные образы получают новую трактовку.
Некоторые пьесы Луначарского были переведены на иностранные языки и шли в зарубежных театрах.
Выступал Луначарский также как переводчик (перевод «Фауста» Ленау и др.) и мемуарист (воспоминания о Ленине, о событиях 1917 года в России).

## А. В. Луначарский и классическая музыка

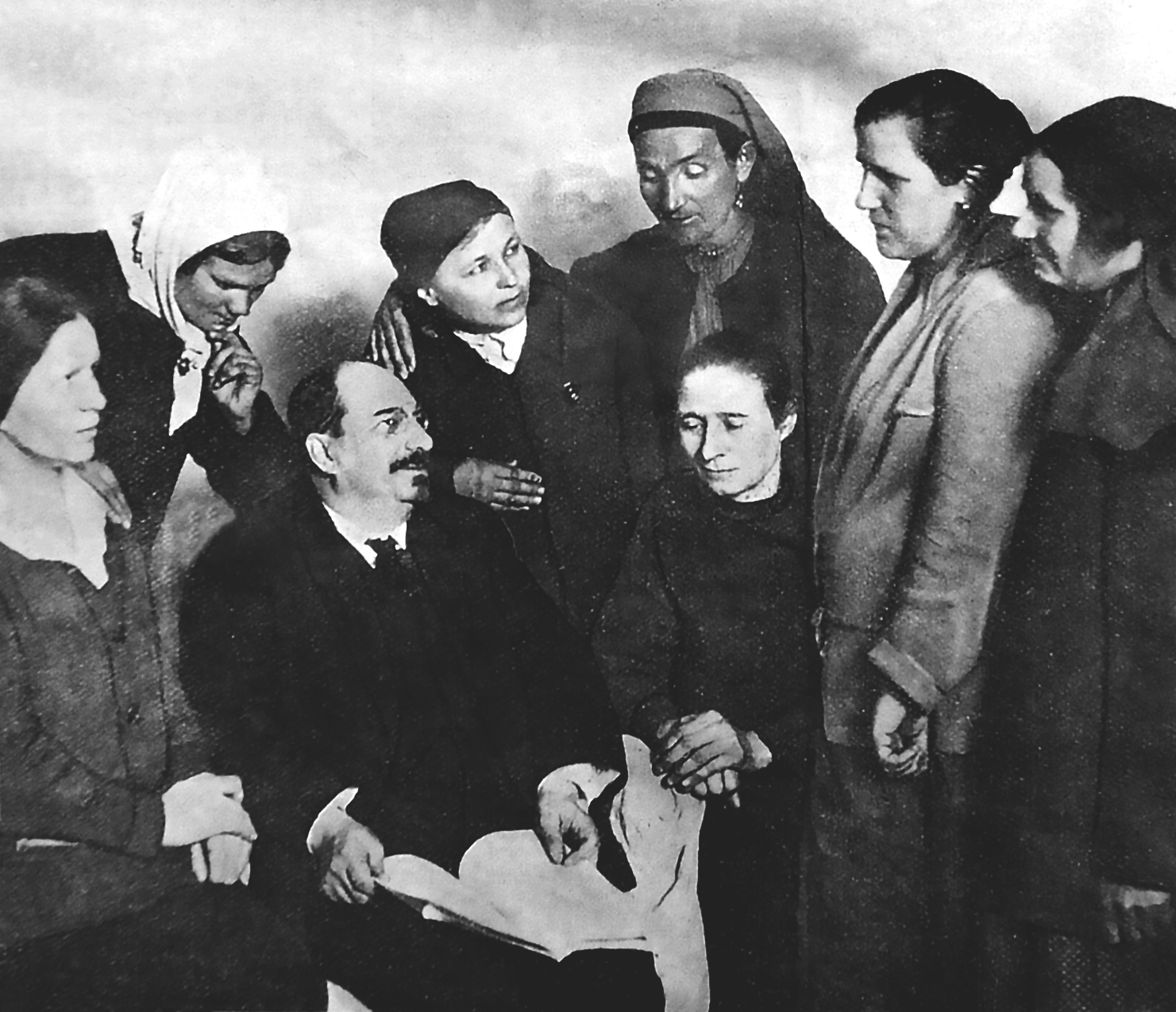
Народный комиссар просвещения А. В. Луначарский на XIII Всероссийском съезде Советов беседует в своей приёмной с посетителями. Москва, 1927 год.

А. В. Луначарский занимался просветительской деятельностью в области музыки. Он оставил целый ряд публикаций на эту тему, в том числе статьи в газетах «Новая жизнь», «Пролетарий», «Наше слово», «Вперёд» и журнале «Просвещение». Систематического музыкального образования А. В. Луначарский не имел, но с детства любил музыку, много её слушал и хорошо запоминал. Его можно было бы назвать профессиональным слушателем.
Первое, что известно из написанного Луначарским о музыке, — это рецензия на популярную, рассчитанную на любителя книжку А. А. Берса «Что такое понимание музыки?» (1903). За нею следует перерыв на годы революции.
С 1906 и до 1914 года Луначарский пишет двадцать статей и рецензий, в 1915 году — одну («Тевтонская отрава» о Р. Вагнере). Затем снова длительный перерыв — на всё время мировой войны и на 1917 год, полностью занятый политической борьбой.
Первой послеоктябрьской статьёй была заметка в «Петроградской правде» — «Народные концерты Государственного оркестра» (1918). В 1920—1921 годах Луначарский произносил речи перед началом концертов, оперных спектаклей. Он писал к театральным программам статьи, излагая для нового, неподготовленного слушателя содержание русских опер («Бориса Годунова», «Князя Игоря», «Золотого петушка» и «Сказке о царе Салтане»).
В 1920-е годы значительное место в музыкально-критической работе Луначарского занимает анализ теоретических взглядов музыковедов старшего поколения — Б. В. Асафьева и Б. Л. Яворского, которые придерживались марксизма.
Литературно-музыковедческая работа Луначарского в 1925—1933 годах была очень интенсивной и занимала большее, чем когда-либо прежде, место в его общем литературном труде. Правда, в этой области его работы был большой перерыв: значительную часть 1931 и 1932 годов Луначарский был занят выполнением дипломатического задания. Кроме того, 1932 год был годом резкого обострения болезни, угрожавшей полной потерей зрения. В эти два года Луначарский о музыке не писал ничего. Но за остальные шесть лет этого периода список работ Луначарского в этой области насчитывает пятьдесят четыре названия. В круг его внимания входили такие композиторы, как Л. Бетховен, Ф. Шопен, Р. Штраус, А. Н. Скрябин, С. И. Танеев, Р. Шуман, Ф. Лист, К. Вебер, Г. Берлиоз, Ж. Бизе, П. И. Чайковский, Н. А. Римский-Корсаков, М. П. Мусоргский и др.

### А. В. Луначарский и Петроградская консерватория

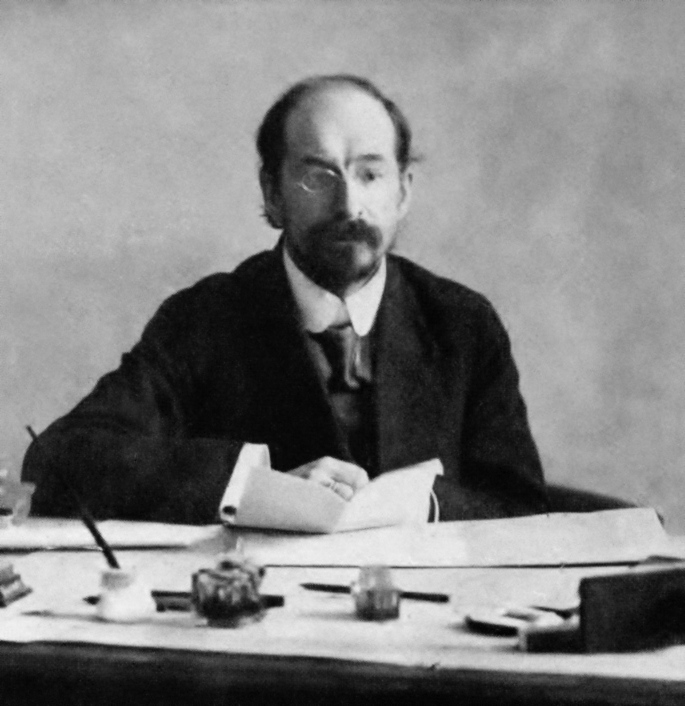
А. В. Луначарский, Петроград, 1919 г.

Первый нарком активно помогал и отстаивал у правительства консерваторию. Благодаря ему решилось огромное количество проблем, связанных с делами консерватории и её студентами, педагогами. Например, по просьбе С. Прокофьева Луначарский помог композитору уехать за границу. По просьбе директора консерватории Д. Шостаковичу был назначен академический паёк. В особо тяжкий период Гражданской войны благодаря Луначарскому консерватория была обеспечена едой, был сделан ремонт. По инициативе Луначарского 12 июля 1918 года глава нового правительства В. И. Ленин подписал Декрет СНК «О переходе Московской и Петроградской Консерваторий в ведение Народного Комиссариата Просвещения». Через неделю целый день повсюду в консерватории из рук в руки переходили «Известия ВЦИК» с текстом Декрета:
«Совет Народных Комиссаров постановляет: Петроградская и Московская консерватории переходят в ведение Народного Комиссариата по Просвещению на равных со всеми высшими заведениями правах, с уничтожением их зависимости от Русского музыкального общества. Всё имущество и инвентарь этих консерваторий, необходимые и приспособленные для целей Государственного Музыкального Строительства, объявляются народной государственной собственностью.
Председатель Совета Народных Комиссаров
В. Ульянов (Ленин)
Народный комиссар по Просвещению

А. Луначарский».

## Псевдонимы

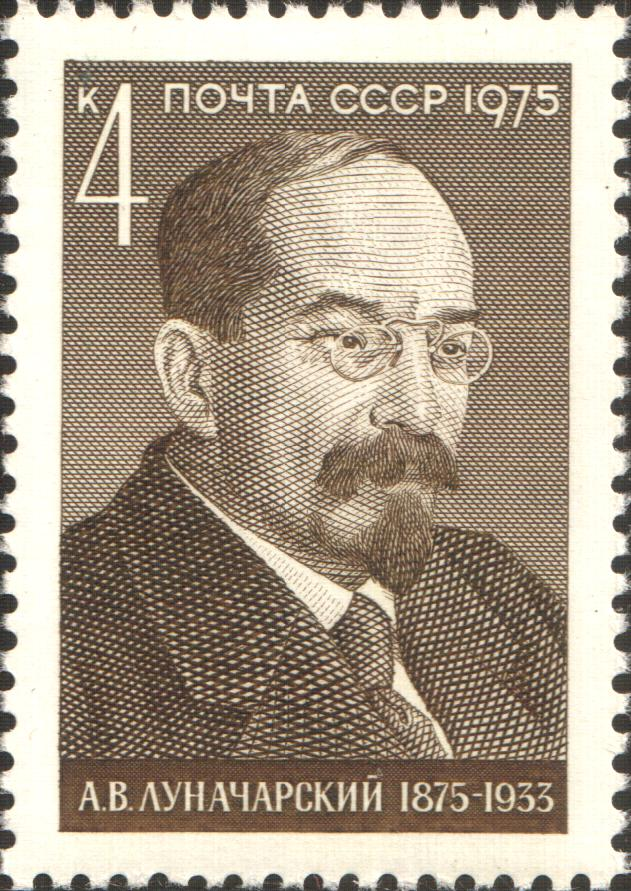
Почтовая марка СССР, 1975 год

Луначарский многие свои работы подписывал псевдонимами, которые впервые использовал для следующих произведений:
- Г. Антонов — «Царь в Париже» — «Работник» (Женева), 1896, № 2, с. 13—16 (по поводу посещения Парижа Николаем II)
- Антонов — «Последние выборы во Франции» — «Работник» (Женева), 1899, № 5—6, с. 278—279
- Анатолий Анютин — «Арфа» — «Русская мысль», 1902, № 11, с. 52—53
- А. Л. — «Публикация корреспонденции из Вологды» — «Северный край» (Ярославль), 1902, 3 (16) декабря, с. 4 (о постановке пьесы П. Вейберга «Без солнца» в Вологодском городском театре)
- В. Воинов — под этим псевдонимом выступал на III съезде РСДРП
- А. Лун-й — «Бабьи сплетни» — «Волна», 1906, 14 мая, с. 2
- Антон Левый — «Варвары (Новая пьеса М. Горького)» — «Вести жизни», 1906, № 2, стлб. 3—12
- А. Л-й — «Диктатор Пышкин и его камердинер Столыпин» — «Вперёд» (Женева), 1906, 10 июня, с. 1—2
- А. В. — «Законодатели-призраки» —"Эхо", 1906, 30 июня, с. 2
- В. — «Готтентоты» — «Вперёд» (Женева), 1916, № 3, с. 7

## Адреса проживания
- 1875 год. Полтава, Первомайский пер., 9 — место рождения
- 1880-е — 1890-е годы. Киев, Трёхсвятительская ул., 16 (ныне Десятинная ул., 11, по другим данным 10)
- 1915 год. Париж, rue Roli 11
- 1916 год. Веве (Швейцария), Сен-Лежье, Дача Боломе
- 1917 год. Петроград, Шпалерная улица, 44б, кв. 22.[27]
- 1930-е годы. Москва, Денежный пер., 9/5.

## Сочинения

Обложка книги «О быте».

- Этюды критические и полемические — М.: Журн. «Правда», 1905. — VI, 410 с.
- Королевский брадобрей: Пьеса. — 2-е изд. — Пг.: [Гос. изд-во], 1918. — 110 с.
- Отклики жизни: [Сб. ст.] — СПб.: Издательство О. Н. Поповой, 1906. — VIII, 226 с.
- Пять фарсов для любителей. — СПБ: «Шиповник», 1907.
- Идеи в масках: [Рассказы и пьесы]. — М.: Заря, 1912. — 221, [2] с.
- Культурные задачи рабочего класса. — Пг.: «Социалист», 1917.
- Александр Николаевич Радищев — первый пророк и мученик революции: речь, произнесённая на открытии его памятника в Петрограде 22 сентября народным комиссаром А. Луначарским: с приложением снимка с памятника Радищева работы Шервуда, его портрета и избранных страниц из книги его: «Путешествие из Петербурга в Москву» — Пг.: Издание Петроградского совета рабочих и красноармейских депутатов, 1918. — VIII, 20 с., [1] л. ил.
- Диалог об искусстве. — М.: Изд-во Всероссийского центрального исполнительного комитета советов р., с., к. и к. депутатов, 1918. — 36 с.
- Фауст и город: Драма для чтения. — [Пг.: Лит.-изд. отд. Нар. ком. по прос.], 1918. — 100 с.
- Великий переворот. (Октябрьская революция). Ч. 1. — Пг. : З. И. Гржебин, 1919. — 99 с. — (Летопись революции / А. В. Луначарский).
- Культурные задачи рабочего класса. Культура общечеловеческая и классовая — Пг.: Изд-во Союза коммун Северной обл., 1919. — 24 с.
- Маги: Драматич. фантазия / А. В. Луначарский; Театр. отд. Нар. ком. по прос. — М.; Пг.: Гос. изд-во, 1919. — [2], IV, 66 с.
- Василиса Премудрая: Драм. сказка. — Петербург: Гос. изд-во, 1920. — 112 с.
- Иван в раю: Миф в пяти картинах / А. В. Луначарский; Дворец искусств. — М.: Гос. изд-во, 1920. — 40 с.: с ил.
- Оливер Кромвель: Историческая мелодрама / Театральный отдел Народного комиссариата по просвещению. — М.: Гос. изд-во, 1920 (2-я гос. тип.). — 67 с.
- Канцлер и слесарь: Пьеса в 10 картинах / А. В. Луначарский; Нар. ком. прос. Науч. подотд. АКТЕО. — [М.]: Гос. изд-во, 1921. — 86 с.
- Искушение: Драматич. сказка в вольных стихах: В 4 сценах. — М.: ВХУТЕМАС, 1922. — 88 с.
- Освобождённый Дон Кихот — М.: Гос. изд-во, 1922. — 147, [2] с.
- Фома Кампанелла. — М.: Гиз, 1922.
- Этюды критические. — Гиз, 1922.
- Бомба: Фарс в 1 д. / [Соч.] А. В. Луначарского. — М.: Рус. театр. о-во, 1923. — 16 с. — (Библиотека Русского театрального общества. Театральные тексты)
- Драматические произведения, тт. I—II. — М.: Гиз, 1923.
- Наука, религия, искусство: Сборник статей. — М.: Красная новь, 1923. — 51 с.
- Основы позитивной эстетики — М., Пг: Гос. изд-во, 1923. — 133 с.
- Христианство и марксизм — М.: Красная новь, 1923. — 33 с.
- Искусство и революция. — М.: «Новая Москва», 1924.
- История западно-европейской литературы в её важнейших моментах, чч. 1—2. — Гиз, 1924.
- Владимир Ильич Ленин — 2-е изд. — Л.: Гос. изд-во, 1924. — 16 с.: портр. — (Ленинская библиотека)
- Медвежья свадьба: Мелодрама на сюжет Меримэ в 9 карт. — М.: Гос. изд-во, [1924]. — 158 с.
- Поджигатели: Пьеса в 7-ми картинах. — М.: Красная новь, 1924. — 86, 1 с
- Театр и революция — М.: Гос. изд-во, 1924. — 484 с.
- Толстой и Маркс. — Л.: «Academia», 1924.
- Критические этюды: (Русская литература) — Л.: Изд-во кн. сектора Губоно, 1925. — 425, [2] с.
- Литературные силуэты. — М.; Л.: Гос. изд-во, 1925. — 197 с.
- Мораль с марксистской точки зрения — Севастополь: Пролетарий, 1925. — 45 с.
- Судьбы русской литературы. — Л.: «Academia», 1925. — 54 с.
- Этюды критические : Западно-европейская литература — М.; Л.: Земля и фабрика, 1925. — 395, [2] с.
- Христианство или коммунизм: Диспут с митрополитом А. Введенским — Л.: Гос. изд-во, 1926. — 74, [2] с.
- Яд: Драма в 5 д. и 6 картинах / А. В. Луначарский; Союз революционных драматургов. — М.: Изд-во МОДП и К., 1926. — 49 с.
- Вопросы социологии музыки: [для библиотек, техникумов и вузов] — М.: Гос. акад. художественных наук, 1927. — 135, [1] с. — (История и теория искусств; Вып. 9)
- На Западе. — М.-Л.: Гиз, 1927.
- О культуре на западе и у нас — Н. Новгород: Нижегородская коммуна, 1927. — 38, [1] с. — (Библиотека Нижегородской коммуны; 23)
- Н. Г. Чернышевский: Статьи. — М.; Л.: Гос. изд-во, 1928 (Москва). — 112 с.
- О Толстом: Сборник статей. — М.; Л.: Гос. изд-во, 1928 (Л.: тип. «Книгосоюз»). — 141 с.
- Личность Христа в современной науке и литературе (об «Иисусе» Анри Барбюса)
- Христианство или коммунизм: Диспут с митрополитом А. Введенским. — Л. : Гос. изд-во, 1926. — 74, [2] с.
- Банкирский дом: Комедия в I действ в добром старом стиле. — [М.]: Теакинопечать, 1929. — 32 с.
- Баронская причуда: Пьеса в I действ. / А. В. Луначарский; Обл.:Б. — [М.]: Теакинопечать, 1929. — 24 с.
- Комета: Пьеса в 1 действ. — [М.]: Теакинопечать, 1929 (Центр. тип. НКВМ). — 48 с.
- Максим Горький. — М.-Л.: Гиз, 1929.
- Пушкин и современность. — «Красная нива», 1929, № 46.
- Спиноза и буржуазия 1933
- «Религия и просвещение» (rar)
- О быте: молодёжь и теория стакана воды
- Статьи о театре и драматургии — М.; Л.: Искусство, 1938. — 253 с.
- Статьи об искусстве — М.; Л.: Искусство, 1941. — 664 с.
- Об атеизме и религии: (Сборник статей, писем и др. материалов) / [Сост. и авт. примеч. Л. Р. Дунаевский и В. Д. Зельдович]; [Предисл. д-ра филос. наук А. Ф. Окулова] — М.: Мысль, 1972. — 509 с., 1 л. ил. — (Научно-атеистическая б-ка / Акад. обществ. наук при ЦК КПСС. Ин-т науч. атеизма)
- Душа Элеоноры: Пьеса в 1-м д. — М.: Искусство, 1979. — 12 с. — (Самодеятельный театр. Репертуар и методика. 16)

### Диспуты
- Вопросы литературы и драматургии: диспут в Государственном академическом малом театре в Москве 26 мая 1924 года под пред. А. В. Луначарского при участии П. Н. Сакулина [и др.]. — Л.: Российский ин-т истории искусств «Academia», 1924. — 94 с.

### Собрания сочинений
- Собрание сочинений в 8-ми тт. — М., 1963—1967.

- Луначарский А. Бывшие люди. Очерк истории партии эсеров. М., Гос. изд., 1922. 82 с. 10 000 экз.
- Луначарский А. В. Великий переворот (Октябрьская революция). Ч. 1. Изд. изд-ва З. И. Гржебина. Пг., 1919. 99 с. 13 000 экз.
- Луначарский А. В. Воспоминания. Из революционного прошлого. [Харьков], «Пролетарий», 1925. 79 с. 10 000 экз.
- Луначарский А. В. Гр. Гиацинт Серрати или революционно-оппортунистическая амфибия. Пг., Изд. Коминтерна, 1922. 75 с.
- Луначарский А. В. Десять лет культурного строительства в стране рабочих и крестьян. М.—Л., Гос. изд., 1927. 134 + [24] с. 35 000 экз.
- Луначарский А. В. Задачи просвещения в системе советского строительства. Доклад на I Всесоюзном Учительском съезде. М., «Работник просвещения», 1925. 47 с. 5000 экз.
- Луначарский А. В. I. Идеализм и материализм. II Культура буржуазная и пролетарская. Подготовлена к печати В. Д. Зельдовичем. Пг., «Путь к знанию», 1923. 141 с. 5000 экз.
- Луначарский А. В. I. Идеализм и материализм. II Культура буржуазная, переходная и социалистическая. М.—Л. «Красная новь», 1924. 209 с. 7000 экз.
- Луначарский А. В. Искусство и революция. Сборник статей. [М.], «Новая Москва», 1924. 230 с. 5000 экз.
- Луначарский А. В. Итоги решений XV съезда ВКП(б) и задачи культурной революции. (Доклад на вузовском партактиве 18 января 1928 г.) М.—Л., «Моск. рабочий», [1928]. 72 с. 5000 экз.
- Луначарский А. В. Культура в капиталистическую эпоху. (Доклад, сделанный в Центральном клубе Моск. пролеткульта им. Калинина.) М., Всерос. пролеткульт, 1923. 54 с. 5000 экз.
- Луначарский А. В. Литературные силуэты. М—Л., Гос. изд., 1925. 198 с. 7000 экз.
- Луначарский А. В. Наши задачи на фронтах труда и обороны. Речь на заседании Совета рабочих, крестьянских и красноармейских и казачьих депутатов 18-го августа 1920 г. в Ростове на Дону. Ростов на Дону, Гос. изд., 1920. 16 с.
- Луначарский А. В. Очередные задачи и перспективы народного образования в республике. Свердловск, 1928. 32 с. 7000 экз.
- Луначарский А. В. Очерки марксистской теории искусств. М., АХРР 1926. 106 с. 4000 экз.
- Луначарский А. В. Партия и революция. Сборник статей и речей. ГМ.1, «Новая Москва», 1924. 131 с. 5000 экз.
- Луначарский А. В. Просвещение и революция. Сборник статей. М., «Работник просвещения», 1926. 431 с. 5000 экз.
- Луначарский А. В. Пять лет революции. М., «Красная новь», 1923. 24 с. 5000 экз.
- Луначарский А. В. Революционные силуэты. Все издания по 1938 г. включительно.
- Луначарский А. В. Социальные основы искусства. Речь, произнесённая перед собранием коммунистов МК РКП(б). М., «Новая Москва», 1925. 56 с. 6000 экз.
- Луначарский А. В. Третий фронт. Сборник статей. М., «Работник просвещения», 1925. 152 с. 5000 экз.
- Луначарский А. и Лелевич Г. Анатоль Франс. М., «Огонёк», 1925. 32 с. 50 000 экз.
- Луначарский А. В. и Покровский М. Н. Семь лет пролетарской диктатуры. [М.], «Моск. рабочий», 1925. 78 с. Моск ком. РКП(б). 5000 экз.
- Луначарский А. В. и Скрыпник Н. А. Народное образование в СССР в связи с реконструкцией народного хозяйства. Доклады на VII съезде Союза работников просвещения. М., «Работник просвещения», 1929. 168 с. 5000 экз.

## Экранизации
- 1918 год — «Уплотнение», в соавторстве с режиссёром А. П. Пантелеевым
- 1919 год — «Смельчак» (режиссёры: М. С. Нароков, Н. В. Туркин)
- 1924 год — «Слесарь и канцлер», в соавторстве с В. И. Пудовкиным (режиссёр: В. Р. Гардин)[29]
- 1925 год — «Медвежья свадьба» (по П. Мериме), в соавторстве с Г. Э. Гребнером (режиссёры: В. Р. Гардин, К. В. Эггерт)
- 1927 год — «Яд», в соавторстве с режиссёром Е. А. Ивановым-Барковым
- 1928 год — «Саламандра», в соавторстве с Г. Э. Гребнером (режиссёр: Г. Л. Рошаль)
- 1987 год — «Освобождённый Дон Кихот» — кукольный мультфильм режиссёра Вадима Курчевского.

## Образ в искусстве

### В кино
- Уплотнение (1918, в роли самого себя)
- Саламандра (1928, в роли самого себя)
- Правда (1957, Анатолий Каневский)
- Штрихи к портрету (1967, Евгений Евстигнеев)
- Крах (1968, Лев Золотухин)
- Шестое июля (1968, Родион Александров)
- Сердце России (1970, Родион Александров)
- Семья Коцюбинских (1970, Родион Александров)
- Посланники вечности (1970, Родион Александров)
- Поезд в завтрашний день (1970, Родион Александров)
- Синдикат-2 (1982, Родион Александров)
- Кругосветное путешествие Бертольта Брехта (1988, Евгений Лазарев)
- Есенин (2005, Авангард Леонтьев)
- Шаляпин (2023, Александр Большаков)

### В литературе
- В пьесе «Шторм» (1926) В. Н. Билль-Белоцерковского Луначарский карикатурно выведен как заведующий отделом народного образования Шуйский[30].
- В пьесе «Жизнь зовёт» (1934) В. Н. Билль-Белоцерковского Луначарский выведен в образе старого революционера и крупного учёного Чадова[30].
- В романе «Возмездие» (1967) В. И. Ардаматского Луначарский выведен под своим именем. Роман дважды экранизирован (Крах,1962, Синдикат-2,1982).
- В романе «Орфография» (2003) Д. Л. Быкова Луначарский выведен под фамилией Чарнолуский.

### В живописи
Портреты Луначарского были написаны такими художниками, как Б. Д. Григорьев (1919), Л. О. Пастернак (1920), Н. А. Андреев (1920, 1926), Ю. П. Анненков (1926, 1931), А. И. Кравченко (1920-е), Г. П. Пашков (1920), Н. И. Фешин (1920), Н. П. Шлейн (1919), Ис. Бродский (1920), М. А. Вербов (1924), Ф. А. Малявин (1922), Е. М. Мандельберг (1926), П. И. Келин, П. А. Радимова, И. Б. Стреблов, Н. А. Тырса и др.

## Факты
- Луначарский запомнился многим современникам хорошим владением несколькими иностранными языками. Сам он писал в анкетах, что говорит и читает на французском, немецком и итальянском, а читает по-английски и по-испански[31]. Греческий и латинский языки входили в программу гимназического образования, но Луначарский владел латынью настолько хорошо, что мог публично выступать на латыни[32]. Известна статья Луначарского на украинском языке[33].
- В романе Карла Сагана «Контакт» (1985) фигурирует потомок Луначарского по имени Георгий. Реальные потомки Луначарского с таким именем не были известны, но в 2013 году Георгий Луначарский дал интервью[34], в котором объявил себя внуком А. В. Луначарского, и в этом качестве стал героем нескольких документальных фильмов[35] и ТВ-передач.

## Память
- Имя Луначарского носят в 2017 году около 560 географических объектов (проспекты, улицы, площади, переулки, проезды и т. д.) в России[36], из них — 437 улиц, 57 переулков, 10 проспектов, 5 проездов и 2 бульвара. Также топонимы встречаются в Белоруссии. До 2016 года имя Луначарского носили топонимы на Украине.
- Премия имени А. В. Луначарского за значительный вклад в развитие российской культуры. Начиная с 2020 года, учреждено 7 ежегодных премий в размере 300 тысяч рублей каждая. Присуждается решением Правительства России[37].
- Мемориальный кабинет Луначарского расположен по адресу: Москва, Денежный пер., 9/6. Открыт в 1965 году, по состоянию на 2017 год — на реконструкции[38].
- В честь А. В. Луначарского назван утёс Луначарского (Баренцево море, Земля Франца-Иосифа, остров Гукера, название утёсу присвоено в 1934 году)[39].

Театры, кинотеатры
- Севастопольский академический русский драматический театр имени А. В. Луначарского
- Пензенский областной драматический театр имени А. В. Луначарского
- Кемеровский областной театр драмы имени А. В. Луначарского
- Тамбовский областной драматический театр имени А. В. Луначарского
- Кинотеатр «Луначарский» (Черногорск)

Образовательные учреждения
- Ордена «Знак Почёта» гимназия № 5 им. А. В. Луначарского (Владикавказ).
- Школа им. А. В. Луначарского (ст. Медвёдовская).
- МБОУ «Шипуновская СОШ им. А. В. Луначарского».
- Средняя школа в г. п. Бобр Крупского района Минской области Беларуси[40].

Библиотеки
- Библиотека им. А. В. Луначарского (Новосибирск).

| |  |  |
| Слева направо: Мемориальная доска Луначарскому в Пензе, Мемориальная доска Луначарскому на улице Пржевальского в Смоленске, Мемориальная доска А.В. Луначарскому расположенная по адресу Чистопрудный бульвар, дом 6 в городе Москве |  |  |

### Монографии
В хронологическом порядке
- Лебедев А. А. Эстетические взгляды А. В. Луначарского. Очерки. — М.: Искусство, 1962. — 320 с.
- Каиров И. А. А. В. Луначарский — выдающийся деятель социалистического просвещения: (К девяностолетию со дня рождения). — М.: Просвещение, 1966. — 36 с.
- Ёлкин А. С. Луначарский. — М.: Молодая гвардия, 1967. — Т. 6 (434). — 303 с. — (Жизнь замечательных людей).
- Fitzpatrick Sheila. The Commissariat of Enlightenment. Soviet Organization of Education and the Arts under Lunacharsky, 1917-1921. (англ.). — UK: Cambridge University Press, 1970. — 380 p. — ISBN 0-521-52438-5.
- А. В. Луначарский: Неизданные материалы / Ред. Н. А. Трифонов. — М.: Наука, 1970. — Т. 82. — 672 с. — (Литературное наследство). — 6500 экз.
- В. И. Ленин и А. В. Луначарский / Ред. И. С. Зильберштейн и А. А. Соловьёв. — М.: Наука, 1971. — Т. 80. — 766 с. — (Литературное наследство). — 12 000 экз.
- Бугаенко П. А. А. В. Луначарский и советская литературная критика. — Саратов, 1972.
- Кохно И. П. Черты портрета. — Минск: Изд–во БГУ, 1972.
- Трифонов Н. А. А. В. Луначарский и современная литература. — М.: Художественная литература, 1974. — 576 с.
- Шульпин А. П. А. В. Луначарский. Театр и революция / ред. Н. Б. Полякова. — М.: Искусство, 1975. — 160 с.
- Овчаренко А. И. Наш Луначарский. — М.: Правда, 1976. — (Библиотека «Огонёк»).
- Ин–т русской литературы АН СССР. А. В. Луначарский: исследования и материалы / отв. ред. А. Н. Иезуитов. — Л.: Наука, 1978. — 238 с.
- Кохно И. П. Луначарский и формирование марксистской критики / Рецензент Н. А. Трифонов. — Минск: Изд–во БГУ, 1979.
- Павловский О. А. Луначарский. — М.: Мысль, 1980. — 207 с. — (Выдающиеся мыслители–марксисты).
- Северикова Н. М. А. В. Луначарский о воспитании / Предисл. И. Луначарская. — М.: Высш. шк., 1990.
- Ефимов В. В. А. В. Луначарский и литературное движение : Хроника, 1917-1933 гг.. — Душанбе: Изд–во ТГУ, 1991. — 437 с. — ISBN 5-89855-079-8.
- О'Коннор, Тимоти Эдвард. Анатолий Луначарский и советская политика в области культуры = The Politics of Soviet Culture Anatolii Lunacharskii. — М.: Прогресс, 1992. — 222 с.
- Ефимов В. В. А. В. Луначарский и коммунистический тоталитаризм. — Душанбе: Сино, 1993. — 290 с. — 1000 экз. — ISBN 5-8366-0402-2.
- Любутин К. Н., Франц С. В. Российские версии марксизма: Анатолий Луначарский. — Екатеринбург: изд-во Ур. ун-та, 2002. — 169 с. — ISBN 5-7525-0987-4.
- Борев Ю. Б. Луначарский. — М.: Молодая гвардия, 2010. — (Жизнь замечательных людей). — ISBN 978-5-235-03304-7.

### Воспоминания об А. В. Луначарском
- Памяти А. В. Луначарского. 1875-1933. Воспоминания. — М.: Московский дом печати, 1935. — 100 с.
- Луначарская-Розенель Н. А. Память сердца. Воспоминания. — 4-е изд.. — М.: Искусство, 1977. — 454 с.
- О Луначарском: исследования, воспоминания / сост. Глаголева Н. А.. — М.: Знание, 1976. — 192 с.

### Биографические статьи
- Ломунов К. Н., Предисловие: [А. В. Луначарский о Толстом. Неопубликованная лекция 1928 г.] / Публ. В. Д. Зельдовича // Лев Толстой / АН СССР. Ин-т мировой лит. им. А. М. Горького. — М.: Изд-во АН СССР, 1961. — Кн. 2. — С. 403—405. — (Лит. наследство; Т. 69).
- Дейч Ал., Луначарский // Краткая литературная энциклопедия / Гл. ред. А. А. Сурков. — М.: Сов. энцикл., 1962—1978. — Т. 4: Лакшин — Мураново. — 1967. — С. 448—453.
- Алданов М. А. Современники: Сталин. Луначарский / М. А. Алданов // Литература русского зарубежья: Антология. — Т. 2.: 1926—1930 / Вступит. статья А. Л. Афанасьева; Сост. В. Лавров; Указатель В. В. Лаврова; Ред. А. Б. Гудович, Ю. В. Устинов; Науч. ред. А. Л. Афанасьев . — М.: Книга, 1991 . — 52—69 . — (Русское Зарубежье) .

### Критические статьи
- Алданов М. А., Луначарский // О русских писателях: сборник статей / под ред. Л. М. Суриса. — М.; Берлин: Директ_Медиа, 2017. — 76 с. — С. 26—38
- Полонский В. П, Литературные взгляды А. В. Луначарского / Очерки литературного движения революционной эпохи. — 2-е изд., испр. и доп. — М.; Л.: Гос. изд-во, 1929. — 344 с. — С. 189—203.

### Библиографические указатели

#### Полные указатели
- Книги А. В. Луначарского: Библиографический указатель. 1875 — 24/XI 1925 / Сост. Мандельштам Р. ред. [и предисл.] Пиксанов Н. К.. — М.: Academia, 1926. — 54 с.
- А. В. Луначарский. Указатель трудов, писем и литературы о жизни и деятельности, тт. 1—2 / Сост. Хлебников Л. М., Либерман А. А. и др.. — М., 1975—79.
- Ефимов В. В. Летопись жизни и деятельности А. В. Луначарского В 3 т.. — Душанбе: Изд–во ТГУ, 1992.

#### Тематические указатели
- А. В. Луначарский о литературе и искусстве. Библиографический указатель, 1902—1963 / Сост. Муратова К. Д.. — Л., 1964.
- А. В. Луначарский о литературе и искусстве. Дополнение и продолжение одноимённого указателя К. Д. Муратовой // А. В. Луначарский: Неизданные материалы / Сост. Хлебников Л. М., Ред. Трифонов Н. А.. — М.: Наука, 1970. — Т. 82. — (Литературное наследство).
- Библиография работ А. В. Луначарского о музыке // В мире музыки / Сост. Муратова К. Д.. — 2–е, доп.. — М.: Советский композитор, 1971.
- Архивные фонды А. В. Луначарского // Путеводитель по фондам и коллекциям личного происхождения / РГАСПИ. — М., 1996.